# Mohamed Kamara (calciatore 1999)
Mohamed Nbalie Kamara (Kambia, 29 aprile 1999) è un calciatore sierraleonese, portiere del Pamba Jiji, in prestito dal Singida, e della nazionale sierraleonese.

## Carriera

### Nazionale
Debutta con la nazionale sierraleonese il 22 luglio 2018 in occasione dell'amichevole pareggiata 0-0 contro la Liberia.
Nel 2022 viene convocato per la Coppa delle nazioni africane 2021, e si rende protagonista di una super prestazione contro l’Algeria campione in carica, che gli vale il premio di man of the match e che mantiene il risultato finale sullo 0-0.
Mohamed Kamara è stato il primo calciatore non professionista a ricevere il premio di man of the match in una partita di coppa delle nazioni africane, il che ha reso la sua prestazione ancora più eccezionale.

## Statistiche

### Cronologia presenze e reti in nazionale
| Cronologia completa delle presenze e delle reti in nazionale ― Sierra Leone | Cronologia completa delle presenze e delle reti in nazionale ― Sierra Leone | Cronologia completa delle presenze e delle reti in nazionale ― Sierra Leone | Cronologia completa delle presenze e delle reti in nazionale ― Sierra Leone | Cronologia completa delle presenze e delle reti in nazionale ― Sierra Leone | Cronologia completa delle presenze e delle reti in nazionale ― Sierra Leone | Cronologia completa delle presenze e delle reti in nazionale ― Sierra Leone | Cronologia completa delle presenze e delle reti in nazionale ― Sierra Leone |
| Data                                                                        | Città                                                                       | In casa                                                                     | Risultato                                                                   | Ospiti                                                                      | Competizione                                                                | Reti                                                                        | Note                                                                        |
| --------------------------------------------------------------------------- | --------------------------------------------------------------------------- | --------------------------------------------------------------------------- | --------------------------------------------------------------------------- | --------------------------------------------------------------------------- | --------------------------------------------------------------------------- | --------------------------------------------------------------------------- | --------------------------------------------------------------------------- |
| 22-7-2018                                                                   | Monrovia                                                                    | Liberia                                                                     | 0 – 0                                                                       | Sierra Leone                                                                | Amichevole                                                                  | -                                                                           |                                                                             |
| 17-11-2019                                                                  | Porto-Novo                                                                  | Benin                                                                       | 1 – 0                                                                       | Sierra Leone                                                                | Qual. Coppa d'Africa 2021                                                   | -1                                                                          |                                                                             |
| 9-10-2020                                                                   | Nouakchott                                                                  | Mauritania                                                                  | 2 – 1                                                                       | Sierra Leone                                                                | Amichevole                                                                  | -2                                                                          |                                                                             |
| 13-11-2020                                                                  | Benin City                                                                  | Nigeria                                                                     | 4 – 4                                                                       | Sierra Leone                                                                | Qual. Coppa d'Africa 2021                                                   | -4                                                                          |                                                                             |
| 17-11-2020                                                                  | Freetown                                                                    | Sierra Leone                                                                | 0 – 0                                                                       | Nigeria                                                                     | Qual. Coppa d'Africa 2021                                                   | -                                                                           |                                                                             |
| 27-3-2021                                                                   | Maseru                                                                      | Lesotho                                                                     | 0 – 0                                                                       | Sierra Leone                                                                | Qual. Coppa d'Africa 2021                                                   | -                                                                           |                                                                             |
| 15-6-2021                                                                   | Conakry                                                                     | Sierra Leone                                                                | 1 – 0                                                                       | Benin                                                                       | Qual. Coppa d'Africa 2021                                                   | -                                                                           | 86’                                                                         |
| 26-8-2021                                                                   | Bahar Dar                                                                   | Etiopia                                                                     | 0 – 0                                                                       | Sierra Leone                                                                | Amichevole                                                                  | -                                                                           |                                                                             |
| 6-10-2021                                                                   | El Jadida                                                                   | Sierra Leone                                                                | 1 – 1                                                                       | Sudan del Sud                                                               | Amichevole                                                                  | -1                                                                          |                                                                             |
| 13-11-2021                                                                  | Sapanca                                                                     | Sierra Leone                                                                | 0 – 2                                                                       | Comore                                                                      | Amichevole                                                                  | -2                                                                          |                                                                             |
| 11-1-2022                                                                   | Douala                                                                      | Algeria                                                                     | 0 – 0                                                                       | Sierra Leone                                                                | Coppa d'Africa 2021 - 1º turno                                              | -                                                                           |                                                                             |
| 16-1-2022                                                                   | Douala                                                                      | Costa d'Avorio                                                              | 2 – 2                                                                       | Sierra Leone                                                                | Coppa d'Africa 2021 - 1º turno                                              | -2                                                                          |                                                                             |
| 20-1-2022                                                                   | Limbe                                                                       | Sierra Leone                                                                | 0 – 1                                                                       | Guinea Equatoriale                                                          | Coppa d'Africa 2021 - 1º turno                                              | -1                                                                          |                                                                             |
| 24-3-2022                                                                   | Adalia                                                                      | Togo                                                                        | 3 – 0                                                                       | Sierra Leone                                                                | Amichevole                                                                  | -3                                                                          |                                                                             |
| 9-6-2022                                                                    | Abuja                                                                       | Nigeria                                                                     | 2 – 1                                                                       | Sierra Leone                                                                | Qual. Coppa d'Africa 2023                                                   | -2                                                                          |                                                                             |
| 13-6-2022                                                                   | Conakry                                                                     | Sierra Leone                                                                | 2 – 2                                                                       | Guinea                                                                      | Qual. Coppa d'Africa 2023                                                   | -2                                                                          |                                                                             |
| 24-9-2022                                                                   | Johannesburg                                                                | Sudafrica                                                                   | 4 – 0                                                                       | Sierra Leone                                                                | Amichevole                                                                  | -4                                                                          |                                                                             |
| 27-9-2022                                                                   | Casablanca                                                                  | RD del Congo                                                                | 3 – 0                                                                       | Sierra Leone                                                                | Amichevole                                                                  | -4                                                                          |                                                                             |
| 11-9-2023                                                                   | Bissau                                                                      | Guinea-Bissau                                                               | 2 – 1                                                                       | Sierra Leone                                                                | Qual. Coppa d'Africa 2023                                                   | -2                                                                          |                                                                             |
| 17-10-2023                                                                  | Khouribga                                                                   | Somalia                                                                     | 0 – 2                                                                       | Sierra Leone                                                                | Amichevole                                                                  | -                                                                           |                                                                             |
| 5-6-2024                                                                    | El Jadida                                                                   | Sierra Leone                                                                | 2 – 1                                                                       | Gibuti                                                                      | Qual. Mondiali 2026                                                         | -1                                                                          |                                                                             |
| 10-6-2024                                                                   | Bamako                                                                      | Burkina Faso                                                                | 2 – 2                                                                       | Sierra Leone                                                                | Qual. Mondiali 2026                                                         | -2                                                                          |                                                                             |
| 11-10-2024                                                                  | San-Pédro                                                                   | Costa d'Avorio                                                              | 4 – 1                                                                       | Sierra Leone                                                                | Qual. Coppa d'Africa 2025                                                   | -4                                                                          | 75’                                                                         |
| Totale                                                                      |                                                                             | Presenze                                                                    | 23                                                                          |                                                                             | Reti                                                                        | -36                                                                         |                                                                             |

## Palmarès

### Club

#### Competizioni nazionali
- Premier League (Sierra Leone): 1

East End Lions: 2019